# 布丁酒店
布丁酒店是中華人民共和國住友酒店集团旗下的一家酒店連鎖，由朱晖創辦於2007年底。布丁酒店將客戶目標定位為18至35歲的年輕人。2015年第二季度，布丁酒店的出租率连续三个季度超过如家快捷酒店。

## 外部連結
- 官方网站